# Ньюкасл (аэропорт, Австралия)
Аэропорт Ньюкасл (англ. Newcastle Airport), также известный как Аэропорт Вильямтаун (англ. Williamtown Airport) — региональный аэропорт, располагающийся на территории Базы ВВС Австралии в 14 км к северу от города Ньюкасл, Новый Южный Уэльс и в 27 км от городка Порт Стивенс. Является тринадцатым по загруженности аэропортом Австралии.
Такие авиакомпании, как Jetstar, Virgin Australia, QantasLink осуществляют свои рейсы на популярных направлениях в Сидней, Брисбен, Голд-Кост, Мельбурн. Взлётно-посадочная полоса аэропорта Ньюкасл арендована Федеральным Правительством у военных до 2045 года.
Аэропорт располагает одной ВПП с асфальтовым покрытием: 12/30 (3058 м). Возможности по приему воздушных судов ограничиваются самолетами Boeing 747. На данный момент максимальное по загрузке судно, использующее аэропорт Ньюкасл — Boeing 737-800, компании Virgin Australia. Однако принятая программа по модернизации ВПП позволила все типы воздушных судов, включая Airbus A330 и Boeing 767.

## Авиакомпании и направления
Источник:  

## Статистика аэропорта
Данные из запроса в Викиданные.